# Médaille Sarvottam Yudh Seva
La médaille Sarvottam Yudh Seva est la plus haute décoration du service distingué en temps de guerre en Inde. Elle est décernée pour le plus haut degré de services distingués dans un contexte opérationnel. Le «contexte d'opération» comprend les périodes de guerre, de conflit ou d'hostilités. Le prix est l'équivalent en temps de guerre de la médaille Param Vishisht Seva, qui est la plus haute décoration de service distingué en temps de paix du pays. La médaille Sarvottam Yudh Seva peut être décernée à titre posthume.
1. Décerné pour service distingué de l'ordre le plus exceptionnel pendant une guerre, un conflit, des hostilités.

1. Tous les grades de l'armée, de la marine et de l'armée de l'air, y compris ceux des unités de l'armée territoriale, des forces auxiliaires et de réserve et d'autres forces armées légalement constituées lorsqu'ils sont représentés.

1. Infirmiers et autres membres des services infirmiers des forces armées.

## Liste des récipiendaires
Voici la liste des récipiendaires: 
| Rang                | Année           | Nom                                      | Corps      | Référence |
| ------------------- | --------------- | ---------------------------------------- | ---------- | --------- |
| Général de division | 1987            | Amarjit Singh Kalkat, SYSM, AVSM, VSM    | Infanterie | ,         |
| Police de l'air     | 15 août 1999    | Vinod Patney, SYSM, PVSM, AVSM, VrC      | Aviation   | [ 4 ]     |
| Général de division | 26 janvier 2000 | Hari Mohan Khanna, SYSM, PVSM, AVSM, ADC | Infanterie | [ 5 ]     |